# Canadees Schild

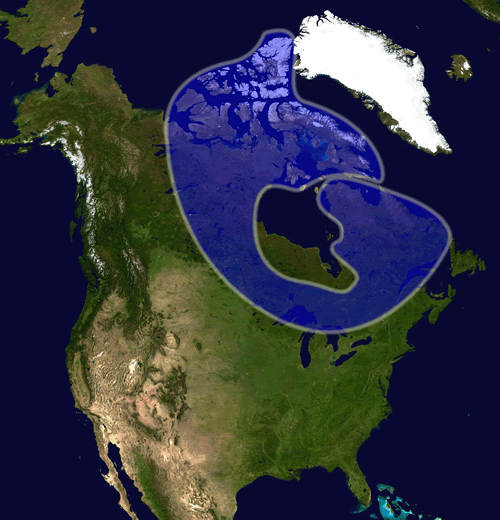
Het Canadese schild. De positie en grootte is schematisch weergegeven

Het Canadees Schild of Laurentisch Schild is een deel van het continent Noord-Amerika waar het Noord-Amerikaans Kraton aan het oppervlak ligt. In dit schild komt Precambrisch gesteente (gesteente met een hoge ouderdom) aan het oppervlak. Het gebied heeft ruwweg de vorm van een hoefijzer. Het strekt zich uit over noordoost en centraal Canada en een klein deel van de noordelijke Verenigde Staten (de staten Wisconsin, Minnesota, Michigan en New York). Ongeveer de helft van het landoppervlak van Canada wordt gevormd door het Canadese schild, in totaal zo'n
4,4 miljoen km².
Het gesteente van het Canadees Schild ontstond tijdens het Precambrium, wat betekent dat het meer dan 570 miljoen jaar oud is. Amerikaanse geologen spreken soms van "het" Precambrisch Schild. Op Aarde bestaan echter andere Precambrische schilden, zoals het Baltisch Schild (Baltische staten en omgeving), het Siberisch Schild (Siberië) en het Australisch Schild (westelijk Australië).

## Geologisch ontstaan
Het Noord-Amerikaanse Kraton vormde ooit het paleocontinent Laurentia. Laurentia vormt tegenwoordig de kern van het Noord-Amerikaanse continent. Ook veel gebieden buiten het Canadees Schild horen bij het kraton. Op die plekken ligt het Precambrium onder jonger gesteente.
In het Canadese schild bevinden zich ook de oudst gedateerde gesteenten: de zogenaamde Acasta Gneiss heeft een uiteenlopende ouderdom tussen de 3,6 en 4,0 miljard jaar (Ga) oud.

Opbouw van het Noord-Amerikaans kraton. Platformen, de gebieden waar het Precambrium bedekt is met jongere gesteenten, zijn gearceerd. Jongere geologische provincies hebben een lichtere kleur; oudere provincies zijn donkerder. De Archeïsche kernen van het kraton zijn donkerroze. In het zuiden is het kraton in de loop van het Proterozoïcum geleidelijk gegroeid door continentale accretie.

Het kraton heeft gedurende de laatste 4 miljard jaar een lange weg over de globe gemaakt. Met name in de tijd voor ongeveer 2,5 miljard jaar geleden is over de beweging en ligging weinig bekend. Volgens modellen heeft Laurentia deel uitgemaakt van de supercontinenten Arctica (Archeïcum; 4 – 2,5 Ga), het Kenorland (Paleoproterozoïcum; 2,5 – 2,1 Ga) en Rodinia (tijdens het Mesoproterozoïcum; 1500 – 750 Ma).
Het schild bestaat uit verschillende geologische provincies: het Hearnekraton, het Raekraton, de Grenvillegordel, het Noord-Atlantisch Kraton, het Slavekraton, de Trans-Hudsongordel en het Superiorkraton. Elk heeft een eigen tektonische evolutie doorgemaakt.
De lithologie van het Canadese schild beslaat vooral metamorfe gesteenten als gneisen en schisten, maar ook voor oude schilden typische stollingsgesteenten als kimberlieten en (minder typisch) pegmatieten komen er voor. Deze geologisch vrij bijzondere vormen van gesteente leveren veel zeldzame mineralen en ertsen met zeldzame en/of economisch waardevolle elementen op. Dit heeft dan ook tot bloeiende mijnbouw (vooral dagbouw) in Canada geleid.

### IJstijden
Tijdens de geologisch recente ijstijden in het Pleistoceen is een groot deel van het Canadese schild bedekt geweest met gletsjers. De schurende werking van de traag stromende gletsjers heeft eraan bijgedragen dat gesteenten van hogere ouderdom tegenwoordig ontsloten zijn. De gletsjers stroomden van noordnoordoost naar zuidzuidwest en vormden de bron voor een groot drainagebekken in het oosten, een gebied waar nu de rivier de Ottawa stroomt. Het smelten van het ijs veroorzaakte een isostatische opheffing van ongeveer 20 meter. De bodems waar latere vegetatie op kon groeien werden gevoed met postglaciale sedimenten.

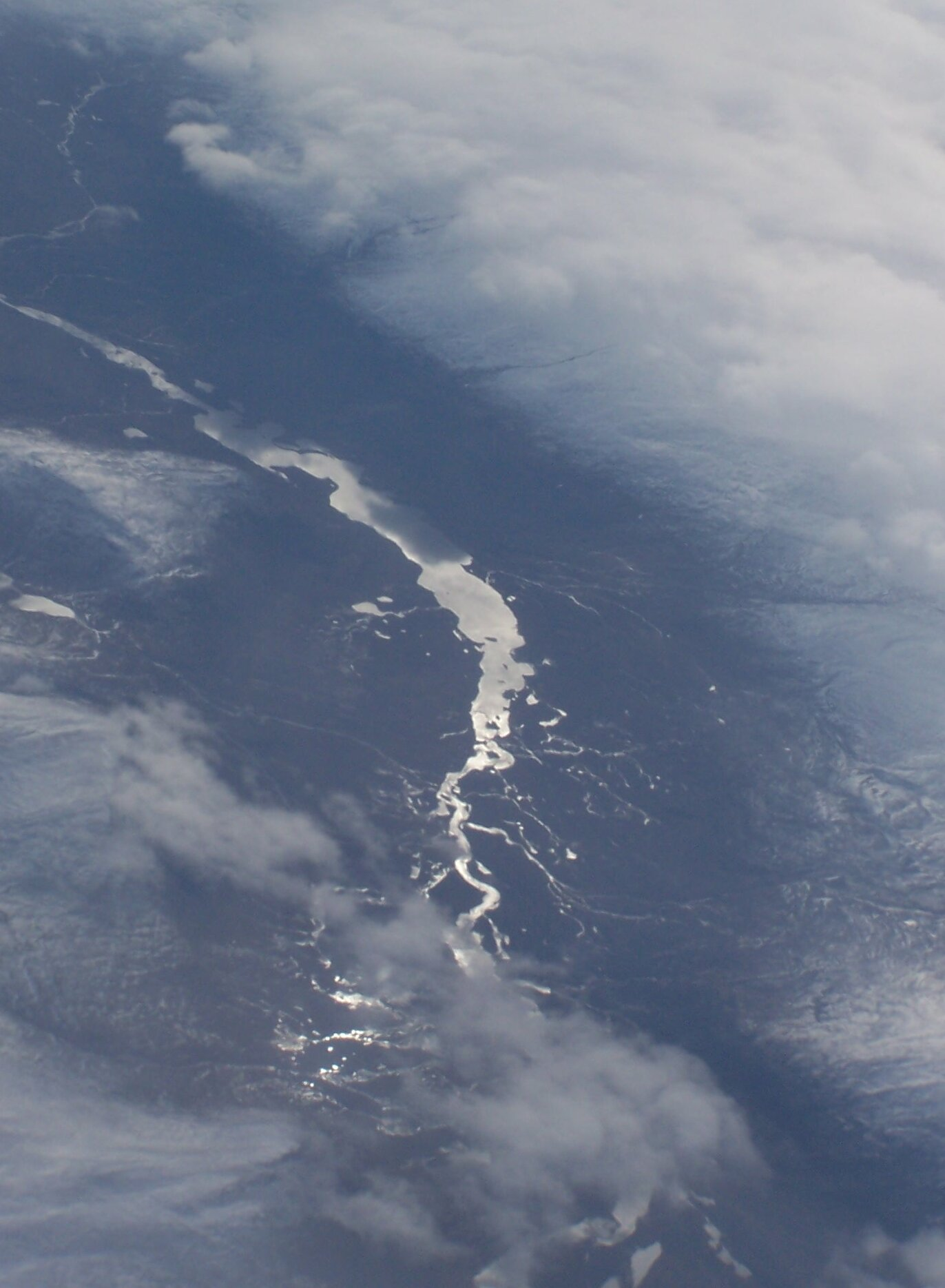
Vlechtende rivier op het Canadese schild

## Geografie
Het Canadese schild heeft tegenwoordig een gemiddelde topografische hoogte van 300 meter boven zeeniveau. Door isostasie is het noordoostelijke deel (waar zich het schiereiland Labrador bevindt) opgeheven tot een hoogte van zo'n 1500 meter. Door deze zelfde opheffing in het oosten (en daarmee samenhangende westelijke tektonische daling) zijn de oudste (en dus volgens Steno's eerste principe onderliggende) gesteenten ontsloten in dit oostelijke deel van het Canadese schild.
Het Canadese schild is, afhankelijk van het klimaat, bebost met dichte naaldwouden (taiga) en uitgestrekte toendralandschappen. Door de polaire omstandigheden ligt in de noordelijke delen van het Canadese schild ook tijdens de zomermaanden sneeuw. Rivieren (zowel meanderende als vlechtende) doorsnijden het landschap en voeren tijdens de lente het smeltwater af.

## Flora en fauna
Het gebied wordt bevolkt door kariboes, elanden, veelvraten, nertsen, otters, Canadese bevers en grizzly's en zwarte beren. De flora omvat coniferen, loofbossen en toendravegetatie.

## Mijnbouw
Het Canadese schild is een van de aantrekkelijkste gebieden voor mijnbouw. Het oostelijke deel van Canada levert vooral koper, zink, goud, ijzer en zilver op. Het district Sudbury is een van de belangrijkste bronnen voor koper en nikkel in de wereld. Ook lood-, uranium-, kobalt- en wolfraamertsen zijn gevonden in het noordwestelijke deel. Mineralen die veel gevonden worden, zijn chalcociet, borniet en chalcopyriet. De pegmatieten en granieten bevatten naast mica's, veldspaten en apatiet vooral mineralen met zeldzame aardelementen.